# Old Yellow Moon
Old Yellow Moon è un album in studio collaborativo degli artisti country statunitensi Emmylou Harris e Rodney Crowell, pubblicato nel febbraio 2013.

## Descrizione
Prodotto dall'ex marito di Harris e produttore di lunga data Brian Ahern, Old Yellow Moon è stato registrato nel 2012 all'Eastern Island Sounds e al Ronnie's Place, entrambi a Nashville.
Old Yellow Moon è l'ultimo di molti progetti di collaborazione di Emmylou Harris e Rodney Crowell e il primo che alla fine ha portato a un intero album. Come entrambi gli artisti hanno affermato più volte, l'album del duo era in programma da molto tempo. Nelle note di copertina del cofanetto Songbird: Rare Tracks and Forgotten Gems di Harris del 2007, scrive: «Parliamo da 34 anni di un disco in collaborazione, e giuro che lo faremo».
Dopo essersi incontrati quasi 40 anni prima dell'uscita di questo album, nel 1974, i due iniziarono a lavorare insieme quasi istantaneamente, registrando Bluebird Wine, scritto da Crowell. La canzone è diventata la prima traccia dell'album Pieces of the Sky di Harris del 1975 ed è stata ri-registrata per Old Yellow Moon con un testo leggermente modificato.
Nel 1975, Crowell entrò a far parte della band di supporto di Harris, The Hot Band. In quanto componente del gruppo, è stato in tournée con lei ed è apparso come musicista nella maggior parte dei suoi album di lei degli anni '70 e '80. Inoltre, Emmylou Harris ha registrato circa 20 canzoni composte da Crowell nel corso degli anni, come I Ain't Living Long Like This, Leaving Louisiana in the Broad Daylight e Till I Gain Control Again.
Old Yellow Moon ha vinto un Grammy Award nel 2014 come Miglior album Americana.

## Tracce
1. Hanging Up My Heart (Hank DeVito) – 2:52
2. Invitation to the Blues (Roger Miller) – 3:38
3. Spanish Dancer (Patti Scialfa) – 3:44
4. Open Season on My Heart (Rodney Crowell, James T. Slater) – 3:41
5. Chase the Feeling (Kris Kristofferson) – 3:31
6. Black Caffeine (Donivan Cowart, DeVito) – 3:23
7. Dreaming My Dreams (Allen Reynolds) – 3:18
8. Bluebird Wine (Crowell) – 2:56
9. Back When We Were Beautiful (Matraca Berg) – 3:40
10. Here We Are (Crowell) – 3:15
11. Bull Rider (Crowell) – 3:05
12. Old Yellow Moon (DeVito, Lynn Langham) – 3:37